# Bedotiidae
Bedotiidae – rodzina ryb aterynokształtnych (Atheriniformes) obejmująca wyłącznie słodkowodne gatunki endemiczne Madagaskaru. Są to ryby blisko spokrewnione z rodziną australijskich i nowogwinejskich tęczankowatych (Melanotaeniidae), do których były tradycyjnie zaliczane w randze podrodziny Bedotiinae. Badania genetyczne wykazują, że obydwie rodziny są taksonami siostrzanymi. Jedna z hipotez próbujących wyjaśnić ich pokrewieństwo zakłada, że rozdzielenie ich linii rozwojowych nastąpiło przed rozpadem Gondwany.
Rodzina obejmuje kilkanaście gatunków opisanych naukowo i co najmniej tyle samo nowych, oczekujących na opisanie. Są to niewielkie ryby o długości ciała nieprzekraczającej 10 cm. Mają ciało silnie bocznie spłaszczone, intensywnie ubarwione. U większości występuje dymorfizm płciowy, o różnym stopniu nasilenia, zależnym od gatunku. Zasiedlają małe i średniej wielkości leśne strumienie wschodniej części Madagaskaru.

## Klasyfikacja
Rodzaje zaliczane do tej rodziny:
Bedotia — Rheocles